# Хитрово (Малоархангельский район)
Хитрово — село в Малоархангельском районе Орловской области России. 
Входит в Первомайское сельское поселение в рамках организации местного самоуправления и в Первомайский сельсовет в рамках административно-территориального устройства.

## География
Расположено в 18 км к востоку от райцентра, города Малоархангельск, и в 81 км к юго-востоку от центра города Орёл.

## Население
| 2002 | 2010 |
| ---- | ---- |
| 273  | ↘195 |

Согласно результатам переписи 2002 года, в национальной структуре населения русские составляли 98 % от жителей.